# 大眼深海帶魚
大眼深海帶魚，为輻鰭魚綱鱸形目鯖亞目带鱼科的其中一種。分布於印度太平洋區，包括印尼、東帝汶、巴布亞紐幾內亞、澳洲等海域，棲息深度在水深320至600公尺，本魚體銀色，顎與鰓蓋黑色，背鰭硬棘34至37枚；背鰭軟條78至85枚；臀鰭硬棘2枚；臀鰭軟條70至76枚；脊椎骨119至124枚，體長可達50公分，屬肉食性，以魚類、甲殼類及烏賊等為食。

## 扩展阅读
維基物種上的相關：大眼深海帶魚